# Samuel G. Arnold
Samuel G. Arnold (Providence, 1821. április 12. – Providence, 1880. február 14.) az Amerikai Egyesült Államok szenátora (Rhode Island, 1862–1863).